# Krišjānis Kariņš
Arturs Krišjānis Kariņš (nascut el 13 de desembre de 1964) és un polític letó i Membre del Parlament Europeu.
Kariņš va néixer a Wilmington, Delaware, Estats Units en el si d'una família letona. El 1996, va acabar els estudis de lingüística a la Universitat de Pennsilvània. Poc després, es va mudar a Letònia, on va fundar l'empresa Lāču ledus, que produeix i distribueix gel i menjar congelat.
Fou un dels fundadors del Partit de la Nova Era el 2002, i fou escollit pel Saeima l'octubre d'aquell any. Kariņš va fer de portaveu del seu grup parlamentari des de 2002 a 2004 i fou nomenat Ministre d'Economia del país al primer gabinet Kalvītis des de desembre de 2004 a abril de 2006. El març de 2007, fou triat un dels dos màxims lìders del partit de la Nova Era (conjuntament amb Einars Repše).
El juliol de 2009 esdevingué diputat europeu, i és membre del Grup per la Reconciliació de les Històries Europees.